# Crash de 1971

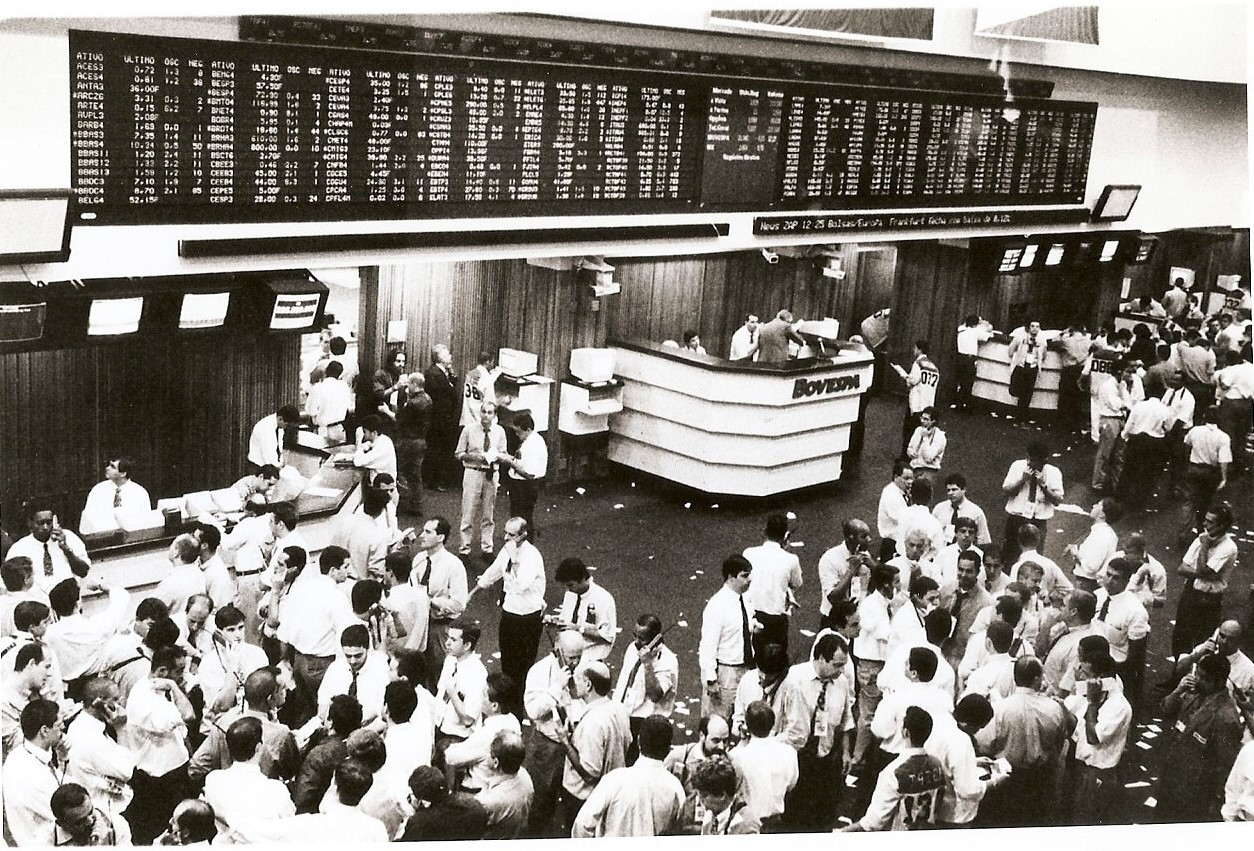
A então Bovespa em meados dos anos 1980.

O Crash de 1971 na Bolsa de Valores do Brasil foi um evento financeiro iniciado em junho de 1971, foi o "estouro" da segunda maior bolha especulativa da história brasileira em termos relativos, referente ao número de participantes do processo, em relação à população total, e diversidade de classes sociais, às quais pertenciam. Embora, nem de longe tenha causado os efeitos políticos, econômicos e sociais devastadores de seu antecessor, ocorrido 80 anos antes.
Mesmo assim, o evento teve um grande efeito na reputação do mercado de capitais, só vindo a se recuperar totalmente em 1975, essa recuperação foi suportada principalmente pelo aporte do Fundo PIS/PASEP, do Fundo 157 e a criação da Lei das Sociedades por Ações.

## Contexto

### Situação econômica
O Brasil, na década de 1970, estava imerso em um período de crescimento econômico rápido, impulsionado principalmente pelo Milagre Econômico. Esse período, que começou no final dos anos 60, caracterizou-se por um aumento significativo na produção industrial e no Produto Interno Bruto (PIB). No entanto, esse crescimento rápido também foi acompanhado por desequilíbrios econômicos, como inflação crescente e endividamento externo.

### Antecedentes do Crash
Vários fatores contribuíram para a instabilidade financeira que levou ao crash de 1971. A política econômica expansionista adotada durante o Milagre Econômico gerou um ambiente propício para especulação desenfreada no mercado financeiro. Investidores, animados pelo clima otimista, começaram a realizar investimentos arriscados, muitas vezes usando empréstimos para alavancar suas posições.
Além disso, a crescente inflação e a instabilidade política contribuíram para a incerteza nos mercados, levando muitos investidores a buscar ativos financeiros mais seguros no exterior, intensificando a saída de capital do país.

## A quebra
A febre especulativa foi tanta que se observou pequenos investidores de classe média se desfazendo de bens tangíveis (apartamentos e carros) para investir na bolsa. A partir de junho de 1971 a bolsa começou a cair.
Houve nessa época uma preferência por "filhotes", desdobramentos acionários que permitiam transferir capital das empresas abertas para seus acionistas. O colunista Ibrahim Sued escreveu que o presidente do Banco do Brasil avisara o ex-presidente Costa e Silva para comprar ações que elas dariam "filhotes".
Em dezembro de 1970, período pré-crash, o índice Bovespa que era 850 mais que triplicou e subiu para 2573 em junho de 1971. Em julho de 1971, as ações do Banco do Brasil chegaram a ser negociadas a CR$ 55 na Bolsa de Valores do Rio de Janeiro, a principal do país na época, e em 1972, a cotação se estabilizou na faixa dos CR$ 26, uma perda de aproximadamente 54% no período de um ano. Entre julho de 1971 e julho de 1972, o índice da bolsa brasileira, que na época era a sediada no Rio de Janeiro, registrou desvalorização de 54,79%.
Em julho de 1971, o Índice de bolsa de valores (IBV) teve queda de 23,7 pontos, com exceção da Bolsa Oficial de Valores da Bahia que teve um leve crescimento de 0,82%, todas as bolsas regionais tiveram queda em suas negociações.
O crash ocorreu principalmente pelo excesso de IPO em um curto período de tempo, passando a Bolsa de valores do Rio de 26 empresas listadas para mais de 100 em menos de dois anos. O pânico se espalhou rapidamente, resultando em uma queda acentuada nos preços das ações e outros instrumentos financeiros. A falta de confiança no mercado levou a uma corrida para a venda de ativos, exacerbando ainda mais as perdas.

## Consequências
Ao longo do tempo, vários incentivos foram adotados para incentivar o crescimento do mercado, tais como: a isenção fiscal dos ganhos obtidos em bolsa de valores, a possibilidade de abatimento no imposto de renda de parte dos valores aplicados na subscrição pública de ações decorrentes de aumentos de capital e programas de financiamento a juros subsidiados efetuados pelo BNDES.
Em 1976, foram introduzidas duas novas normas legais, que ainda se encontram em vigor: a Lei nº 6 404/76, Lei das Sociedades Anônimas que tinha como objetivo modernizar as regras que regiam as sociedades anônimas, que trouxe melhorias como a CVM para regulamentar e desenvolver o mercado de capitais, fiscalizar as Bolsas de Valores e as companhias abertas.
Mesmo com a mudanças, o mercado de capitais não apresentou o crescimento esperado, ainda que tenha tido um aumento na quantidade de companhias abrindo seu capital e um volume razoável de recursos captados pelas empresas por meio de ofertas públicas de ações tenha ocorrido durante a década de 1980, incluindo o efeito do Decreto-Lei nº 1 401/76, que trata sobre o capital estrangeiro.